# Disparoneura
Disparoneura is een geslacht van libellen (Odonata) uit de familie van de Protoneuridae.

## Soorten
Disparoneura omvat 4 soorten:
- Disparoneura apicalis (Fraser, 1924)
- Disparoneura canningi Fraser, 1922
- Disparoneura quadrimaculata (Rambur, 1842)
- Disparoneura ramajana Lieftinck, 1971